# Cinclosomatidae
Cinclosomatidae este o familie de păsări passerine originare din Australia și Noua Guinee. Are o istorie taxonomică complicată și diferiți autori variază în ceea ce privește păsările pe care le includ în familie.

## Specii
- Genul Cinclosoma
  - Cinclosoma ajax
  - Cinclosoma punctatum
  - Cinclosoma castanotum
  - Cinclosoma clarum
  - Cinclosoma castaneothorax
  - Cinclosoma marginatum
  - Cinclosoma alisteri
  - Cinclosoma cinnamomeum
- Genul Ptilorrhoa
  - Ptilorrhoa leucosticta
  - Ptilorrhoa caerulescens
  - Ptilorrhoa castanonota